# حاصل‌پور
حاصل‌پور (به انگلیسی: Hasilpur) یک شهر در پاکستان است که در ناحیه بهاول‌پور واقع شده‌است. حاصل‌پور ۳۱۷٬۵۱۳ نفر جمعیت دارد.